# Wentworth (Dakota du Sud)
Pour les articles homonymes, voir Wentworth.
Wentworth est une ville américaine située dans le comté de Lake, dans l'État du Dakota du Sud.

## Démographie
| 1900 | 1910 | 1920 | 1930 | 1940 | 1950 |
| ---- | ---- | ---- | ---- | ---- | ---- |
| 181  | 329  | 360  | 310  | 303  | 270  |

| 1960 | 1970 | 1980 | 1990 | 2000 | 2010 |
| ---- | ---- | ---- | ---- | ---- | ---- |
| 211  | 196  | 193  | 181  | 188  | 171  |

Selon le recensement de 2010, Wentworth compte 171 habitants. La municipalité s'étend sur 0,25 milles carrés (0,65 km2).